# Harold Reynolds
Harold Thomas "Harry" Reynolds (nascido em 12 de outubro de 1935) é um ex-ciclista britânico. Defendeu as cores do Reino Unido nos Jogos Olímpicos de 1956, em Melbourne, onde ganhou uma medalha de prata na prova de estrada por equipes.